# Acragas leucaspis
Acragas leucaspis é uma espécie de aranha saltadora do gênero Acragas. O nome científico desta espécie foi publicado pela primeira vez em 1900 por Eugène Simon. Essas aranhas são encontradas na Venezuela.